# Martin Schulz
Martin Schulz (Eschweiler, 20. prosinca 1955.), njemački političar, predsjednik Socijaldemokratske stranke Njemačke, dugogodišnji zastupnik i   predsjednik Europskog parlamenta od siječnja 2012. do siječnja 2017. godine, kada ga je na toj dužnosti naslijedio Antonio Tajani.
Bio je kandidat SPD-a za kancelara za njemačkim saveznim izborima 2017., na kojima ga je porazila Angela Merkel.

## Vanjske poveznice
- Službene stranice  Arhivirana inačica izvorne stranice od 29. rujna 2017. (Wayback Machine) (njem.)
- Martin Schulz: Zastupnička iskaznica (engl.) na stranicama Europskog parlamenta